# 天堂共和國
天堂共和國（英語：Republic of Heaven）是英國作家菲力普·普曼於其系列小說《黑暗元素三部曲》中提出的一個概念，認為人們應在現世中致力建構一個美好的世界、而非期待未來的天國。
普曼曾在2000年進行以天堂共和國為主題的一次演講，該次演講內容被收錄於《Daemon Voices》一書中。

## 在小說中
在《黑暗元素三部曲》中，艾塞列公爵在一個無人居住的平行世界上建造堡壘，並集結大軍對抗教會與天堂神國，嘗試建構沒有國王、主教與神父的自由世界「天堂共和國」。但是，萊拉與威爾在冒險途中最終意識到艾塞列公爵建構天堂共和國的計畫終究會是失敗的，人們必須在各自所處的平行世界中建構天堂共和國。
萊拉在小說結局時說：「我們必須做到這些困難的事，像開心、仁慈、好奇、勇敢和有耐心，我們必須讀書、思考以及努力學習……我們每個人在自己的世界中就可以建立……天堂共和國。」

## 外部連結
- 2000年普曼以天堂共和國為主題的演講 （页面存档备份，存于）（英文）